# 巧家合欢
巧家合欢（学名：Albizia duclouxii）为豆科合欢属下的一个种。

## 扩展阅读
- 維基物種上的相關：巧家合欢